# チャウ・パッホウ
チャウ・パッホウ（周柏豪、Eric, Chau Pak Ho、1984年11月12日 - ）は、香港の男性シンガーソングライター、俳優、モデルである。身長182cm、体重71kg、さそり座。東華三院呂潤財紀念中学卒業。スターズ・ピープル所属。日本語ではパクホウとも表記される。
2007年、香港ワーナーミュージックの契約に署名して会社の歌手・俳優になった。同年に広東語のアルバム「Beginning」で歌手デビュー。2008年には「Continue」をリリース。

## 音楽作品

### アルバム
- 2007年：『Beginning』
- 2008年：『Continue』

## 出演作品

### テレビドラマ
- 2008年：『烈火雄心III』

### 映画
- 2007年：『シュレック3』（吹き替え版） - ジンジャーブレッド・マン 役
- 2008年：『愛情万歳』
- 2008年：『犬と私の10の約束』（吹き替え版）
- 2008年：『金銭帝国』

### MV
- 2003年：ワイルドチャイルド『張某』
- 2004年：モニー・トン『飲食男女』、『池畔派對』
- 2004年：ステファニー・チェン『叫好叫座』
- 2004年：レネイ・ダイ『當事人』
- 2007年：エレイン・コン『錯愛』

### ラジオドラマ
- 『最好的時光』 - 余傲徳 役

### 舞台
- 2005年：香港バプティスト大学テレビ作品 -『活在筆下』
- 2008年：『我的開始在這裡』 - 結集

### 広告
2003年：
- K-2（一般広告）
- S.square（一般広告）
- Just Diamond（一般広告）

2004年：
- Nike league（一般広告）
- Coca-Cola（一般広告）
- 香港駕駛学院（一般広告）

2005年：
- Champion

2006年：
- K-2（一般広告）
- Pizza Hut（一般広告）

2007年：
- Converse（一般広告）
- indu homme A/W Collection（香港）（雑誌広告）
- 芝柏ブライダル（香港）（一般広告）

2008年：
- パソコンゲーム「勁舞団」
- Neway（一般広告）